# Wysokienice
Wysokienice – wieś w Polsce położona w województwie łódzkim, w powiecie skierniewickim, w gminie Głuchów.
Wieś arcybiskupstwa gnieźnieńskiego w ziemi rawskiej województwa rawskiego w 1792 roku.
W latach 1954–1972 wieś należała i była siedzibą władz gromady Wysokienice. W latach 1975–1998 miejscowość administracyjnie należała do województwa skierniewickiego.
Wieś znana już od roku 1359. W roku 1410 miejscowość była na szlaku wojsk Władysława Jagiełły w drodze pod Grunwald. Znajdował się tutaj kościół pw. św. Marcina z 1758 roku oraz dzwonnica z 1774 roku. W 2005 r. rozpoczęły się prace nad przeniesieniem kościoła z Wysokienic na teren skansenu w Maurzycach. Obecnie zarówno kościół, jak i dzwonnica, znajdują się w tym skansenie. Dzwony z zabytkowej dzwonnicy przeniesiono do nowo wybudowanej, pod którą znajduje się kaplica „ostatniego pożegnania”. W tej kaplicy, w specjalnej chłodni, zmarli czekają na pogrzeb.
Od 1990 roku we wsi istnieje klub piłkarski Juvenia Wysokienice.

## Zabytki
Według rejestru zabytków Narodowego Instytutu Dziedzictwa na listę zabytków wpisane są obiekty:
- zespół kościoła parafialnego pw. św. Marcina, XIV–XVIII w.:
  - kościół, drewniany, nr rej.: 917 z 29.12.1967 (przeniesiony do skansenu w Maurzycach)
  - dzwonnica, drewniana, nr rej.: 918 z 29.12.1967 (przeniesiona do skansenu w Maurzycach)
  - cmentarz, nr rej.: 990 A z 1.03.1995
- mogiła lotników z 1939 r., 1939, nr rej.: 903 z 21.12.1992